# The Oath of Love
The Oath of Love (chino simplificado: 余生，请多指教; pinyin: Yu Sheng, Qing Duo Zhi Jiao), es una serie de televisión china transmitida desde el 15 de marzo de 2022 a través de Tencent.
La serie estará basada en la novela "Yu Sheng, Qing Duo Zhi Jiao" (余生，请多指教) de Bolin Shijiang.

## Sinopsis
La vida de la alegre y optimista Lin Zhixiao toca fondo cuando está a punto de graduarse de la universidad, luego de que descubren que su padre tiene cáncer, por lo que tiene que ser hospitalizado. Todas sus esperanzas y sueños para el futuro se desvanecen, cuando tiene que renunciar a una gran oportunidad de trabajo que la estaba esperando en el extranjero y romper con su novio, para dedicarle más tiempo al cuidado de su padre.
Durante este tiempo, conoce al médico que atiende a su padre, Gu Wei un gastroenterólogo con una imagen fría y hostil pero que en realidad tiene un buen corazón. Ambos han sido lastimados en el pasado y cuando comienzan a conocerse poco a poco comienzan a enamorarse. Ambos experimentarán malentendidos y momentos difíciles, sin embargo en el proceso se darán cuenta que están hechos el uno para el otro.

## Reparto

### Personajes principales[5]
| Actor     | Personaje   | Edad | Ocupación      | Nº de episodios | Notas |
| --------- | ----------- | ---- | -------------- | --------------- | --- |
| Yang Zi   | Lin Zhixiao | 21   | Violonchelista | -               | Es una encantadora y amable estudiante de música, recientemente graduada cuya vida se desmorona cuando su padre es diagnosticado con cáncer, por lo que tiene que rechazar una gran oferta de trabajo de una importante empresa en las afueras de su ciudad natal para cuidar de su padre. Cuando conoce a Gu Wei, el médico que atiende a su padre, se enamora de él. |
| Xiao Zhan | Gu Wei      | 31   | Doctor         | -               | Es un joven médico que a pesar de presentar una personalidad seria y tranquila en realidad es un hombre de buen corazón e inteligente, que se preocupa sinceramente por sus pacientes. Cuando conoce a Lin Zhixiao, la hija de uno de sus pacientes se enamora de ella.                                                                                                |

### Personajes recurrentes
| Actor                   | Personaje    | Ocupación | Nº de episodios | Notas |
| ----------------------- | ------------ | --------- | --------------- | --- |
| Xia Zhiqing (夏志卿)    | Lin Jianguo  | -         | -               | Es el tradicional padre de Lin Zhixiao, quien no demuestra abiertamente su afecto.                                                                                                   |
| Hao Wenting (郝文婷)    | Li Huijuan   | -         | -               | Es la madre de Lin Zhixiao. |
| Zhai Zilu (翟子路)      | Gu Xiao      | -         | -               | |
| Gao Qing                | Sansan       | -         | -               | Es la mejor amiga de Lin Zhixiao, quien no tiene mucha suerte en el amor. |
| Fu Jing                 | -            | -         | -               | |
| Ma Yujie (马渝捷)       | Gao Xi       | Médico    | -               | Es la inteligente, capaz pero arrogante hija del subdirector del hospital, así como la compañera de clase y colega de Gu Wei. Está enamora de Wei, sin embargo él no le corresponde. |
| Li Yunrui (李昀锐)      | Shao Jiang   | -         | -               | Es el ex-novio de Lin Zhixiao y el principal rival de Gu Wei por su amor. |
| Yang Xiaoran            | Chen Xiaowei | -         | -               | |
| Du Shuangyu             | Yan Chengjun | -         | -               | |
| Wang Chengyang (王成阳) | Du Wenjun    | -         | -               | |
| Zhao Shiyi              | Yin Xi       | -         | -               | |
| Zhang Yuqi              | Jin Shi      | -         | -               | |

## Episodios
La serie está conformada por 30 episodios.

## Producción
La serie también es conocida como "I Give The Rest of My Life to You" o "The Luckiest Couple on Earth". 
La serie es dirigida por Lv Ying (吕赢), quien cuenta con el apoyo del guionista Lu Tian (陆天), mientras que la producción está a cargo de Wu Tianxu (巫天旭).
Las filmaciones comenzaron el 11 de agosto del 2019 y finalizaron el 6 de noviembre del mismo año.
Originalmente la serie sería estrenada el 8 de septiembre de 2021, sin embargo tres días antes de su estreno, se anunció que se había retrasado la fecha de lanzamiento.
Cuenta con el apoyo de la compañía de producción "Tencent Penguin Pictures".

### Recepción
El drama tuvo buena recepción del público convirtiéndose en el mayor éxito para la plataforma de Tencent en lo que va de 2022, al ser tan esperado acumuló 700 millones de visualizaciones a 3 días de su lanzamiento y 4 mil millones a 37 días.
El drama fue distribuido internacionalmente por la plataforma de WeTV, disponiendo subtítulos en más de 8 idiomas incluidos el español, inglés y tailandés.